# 王正雅
王 正雅（おう せいが、生年不詳 - 831年）は、唐代の官僚。字は光謙。本貫は太原府晋陽県。

## 経歴
東都留守の王翃の子として生まれた。若くして孝行で行いを慎んで知られた。元和初年、進士甲科に及第した。礼部侍郎の崔邠の知遇を受け、節度使の部下を歴任した。元和11年（816年）、監察御史に任じられた。三度異動して万年県令となった。
当時は穆宗の治世で、長安は統治が困難と言われていたが、正雅は豪族を抑えて弱者を扶助し、為政に名声があった。柳公綽が京兆尹となると、穆宗の前で正雅を褒め、正雅は穆宗に緋衣銀章を賜った。戸部郎中に転じ、ほどなく知御史台雑事を加えられた。二度異動して太常寺少卿となり、汝州刺史として出向し、汝州防禦使をつとめた。宦官が監軍となって、統治に専権を振るったことから、正雅はこれに耐えられず、病と称して辞職した。
正雅は入朝して大理寺卿となった。宋申錫が弾劾されると、当時の宰相や重臣たちも王守澄の威権をはばかって、弁護しようとする者がいなかった。ただ正雅と京兆尹の崔綰だけが上疏して、宋申錫を弁護したので、宋申錫は左遷されるにとどまった。大和5年（831年）11月、正雅は死去した。左散騎常侍の位を追贈された。

## 伝記資料
- 『旧唐書』巻165 列伝第115
- 『新唐書』巻143 列伝第68